# Calymmodesmus sodalis
Calymmodesmus sodalis är en mångfotingart som beskrevs av Christoph D. Schubart 1952. Calymmodesmus sodalis ingår i släktet Calymmodesmus och familjen Stylodesmidae. Inga underarter finns listade i Catalogue of Life.